# Cantó de Le Mans-Nord-Campagne
El cantó de Le Mans-Nord-Campagne és un cantó francès del departament de Sarthe, situat al districte de Le Mans. Té 3 municipis i part del de Le Mans.

## Municipis
- Coulaines
- Le Mans (part)
- Neuville-sur-Sarthe
- Saint-Pavace

| Data d'elecció                           | Identitat                   | Partit                     | Qualitat |
| ---------------------------------------- | --------------------------- | -------------------------- | -------- |
| 1967-1998                                | Georges Bollengier-Stragier | divers droite, després UDF |          |
| 1998-                                    | Christophe Rouillon         | PS                         |          |
| les dades anteriors no són pas conegudes |                             |                            |          |
|                                          |                             |                            |          |